# 天久
天久（あめく）は、沖縄県那覇市の地名。郵便番号900-0005。

## 地理
那覇市北西部に位置する。一・二丁目と字天久からなる。安謝・おもろまち・上之屋・泊・曙と隣接する。那覇新都心の一部となっている地域で住居表示が実施され、実施部分は一・二丁目となっている。

## 歴史
- 1953年（昭和28年） - 以前一・二丁目は米軍により強制収用されており、1987年（昭和62年）に全面返還された。
- 1997年（平成9年） - 上之屋とおもろまちを結ぶ那覇中環状線が開通。
- 1998年（平成10年） - 沖縄県立那覇国際高等学校が開校。
- 2000年（平成12年） - 天久りうぼう楽市が開店。
- 2012年（平成24年） - 那覇市立天久小学校が開校。

## 施設

### 一丁目
- 天久りうぼう楽市
- サイ・テクカレッジ那覇

### 二丁目
- ローソン 那覇天久店
- たかえす歯科クリニック

### 字天久
- 天久ドライビングスクール
- 天久台病院
- ファミリースポーツランド
- コナミスポーツクラブ沖縄
- 南海部品沖縄店
- 天久テラス